# Space Harrier
Space Harrier (em japonês: スペースハリアー Hepburn: Supēsu Hariā) é um jogo de fliperama desenvolvido e lançado pela Sega em dezembro de 1985.[carece de fontes?] É originalmente conhecido como um jogo realista de tiro jogado na perspectiva de terceira pessoa. Apresentando um cenário de fantasia, com um personagem humano movido a jato. Elogiado pelos seus gráficos e jogabilidade inovadora, Space Harrier é frequentemente classificado entre os melhores trabalhos de Yu Suzuki (criador também de Out Run), e considerado o primeiro jogo de tiro em terceira pessoa bem sucedido da Sega. O jogo contém 18 fases.
Space Harrier foi portado para mais de vinte plataformas diferentes, incluindo consoles (entre eles, os videogames domésticos da própria Sega como Master System e Mega Drive) e computadores domésticos. As conversões foram feitas pela Sega e por desenvolvedores externos. A série teve duas seqüências: Space Harrier 3-D e no Space Harrier II (ambos lançados em 1988), e um spin-off de fliperama: Planet Harriers (2000). O jogo foi refeito, desta vez em 3D, e foi lançado para o PlayStation 2 como parte de sua série Sega Ages em 2003.